# Tupolev ANT-20 « Maxime Gorki »

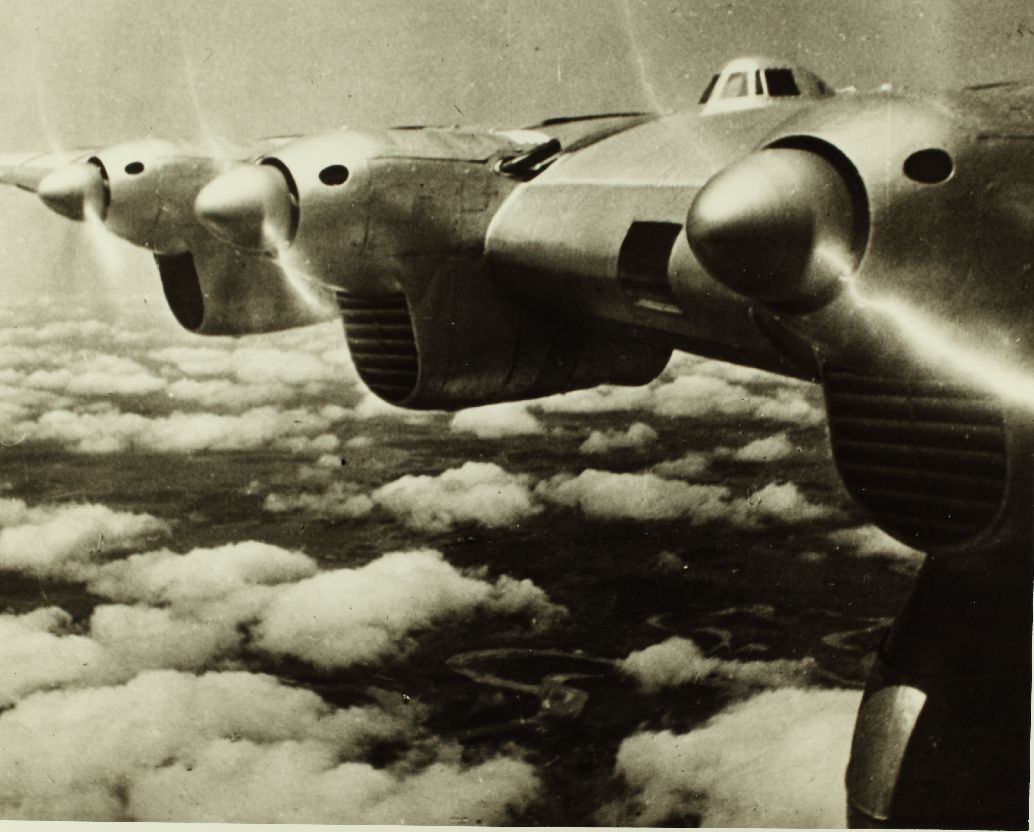
Vue en vol des moteurs de l'ANT-20Bis

Le Tupolev ANT-20 (également connu sous le nom de « Maxime Gorki ») (en russe Туполев АНТ-20 Максим Горький) était un avion soviétique propulsé par huit moteurs, et le plus grand avion des années 1930.  

## Historique
L'ANT-20 a été conçu par Andrei Tupolev, en utilisant la technique de conception entièrement métallique développée par l'ingénieur allemand Hugo Junkers. Ce fut le plus grand avion utilisant cette technique de fabrication caractérisée par l'utilisation importante de la tôle ondulée. Il fut construit entre le 4 juillet 1933 et le 3 avril 1934.
L'avion a été baptisé du nom de Maxime Gorki et dédié au quarantième anniversaire de ses activités littéraires et publiques. Il était prévu à des fins de propagandes et en conséquence, équipé d'un puissant émetteur radio appelé la « voix du ciel » (Голос с неба), d'une imprimerie, d'un laboratoire photographique, d'un projecteur de film avec son pour projeter des films en vol, d'une bibliothèque.
Pour la première fois dans l'histoire de l'aviation, cet avion fut équipé d'une échelle, qui se pliait et devenait une partie du plancher. Également une première dans l'aviation : il utilisait non seulement du courant continu, mais aussi du courant alternatif de 120 volts. Il pouvait aussi être démonté et transporté par chemin de fer si nécessaire. L'appareil détenait plusieurs records du monde de capacité de charge.

## L'accident de 1935
Le 18 mai 1935, le Maxime Gorki (pilotes : I. V. Mikheïev et I. S. Jourov) et trois avions supplémentaires (Tupolev ANT-14, Polikarpov R-5 et I-5) décollèrent pour un vol de démonstration au-dessus de Moscou. En raison d'une manœuvre de boucle autour de son aile exécutée par un chasseur I-5 d'accompagnement (pilote : Nikolaï Blaguine) qui s'est brisé dans l'aile, le Maxime Gorki s'écrasa dans une zone résidentielle. Quarante-cinq personnes furent tuées dans l'accident, dont le pilote de chasse, l'équipage, les 33 passagers ainsi que neuf personnes au sol.  
Les autorités annoncèrent que la manœuvre était une boucle non planifiée par un pilote insouciant, toutefois, on a récemment suggéré que ce pourrait avoir été une partie prévue de l'exposition. Blaguine, également tué dans l'accident, servit donc de bouc émissaire. Son nom fut à l'origine du néologisme « blaguinisme », signifiant « désobéissance effrontée face à l'autorité ».

## ANT-20Bis

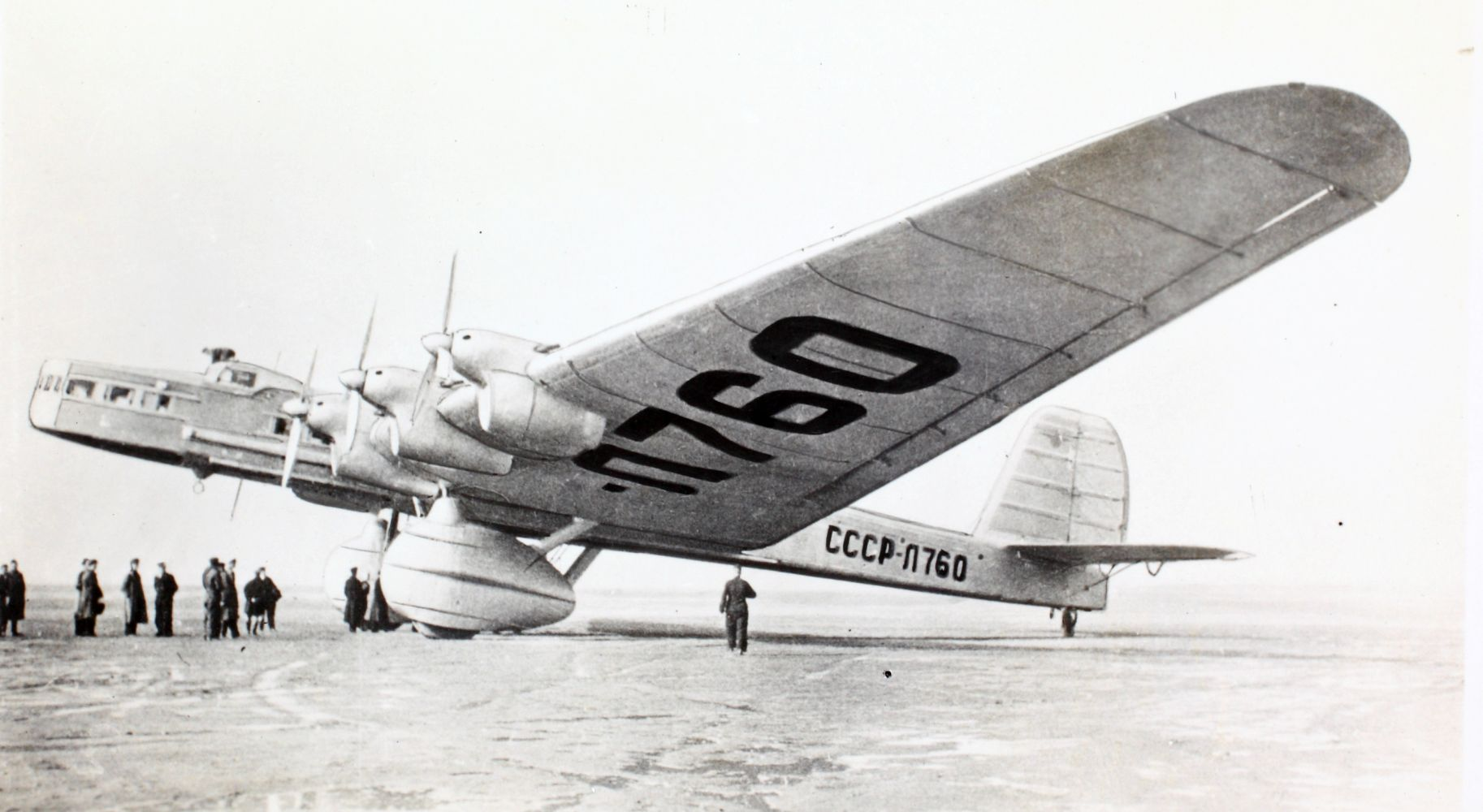
Photographie de l'ANT-20Bis.

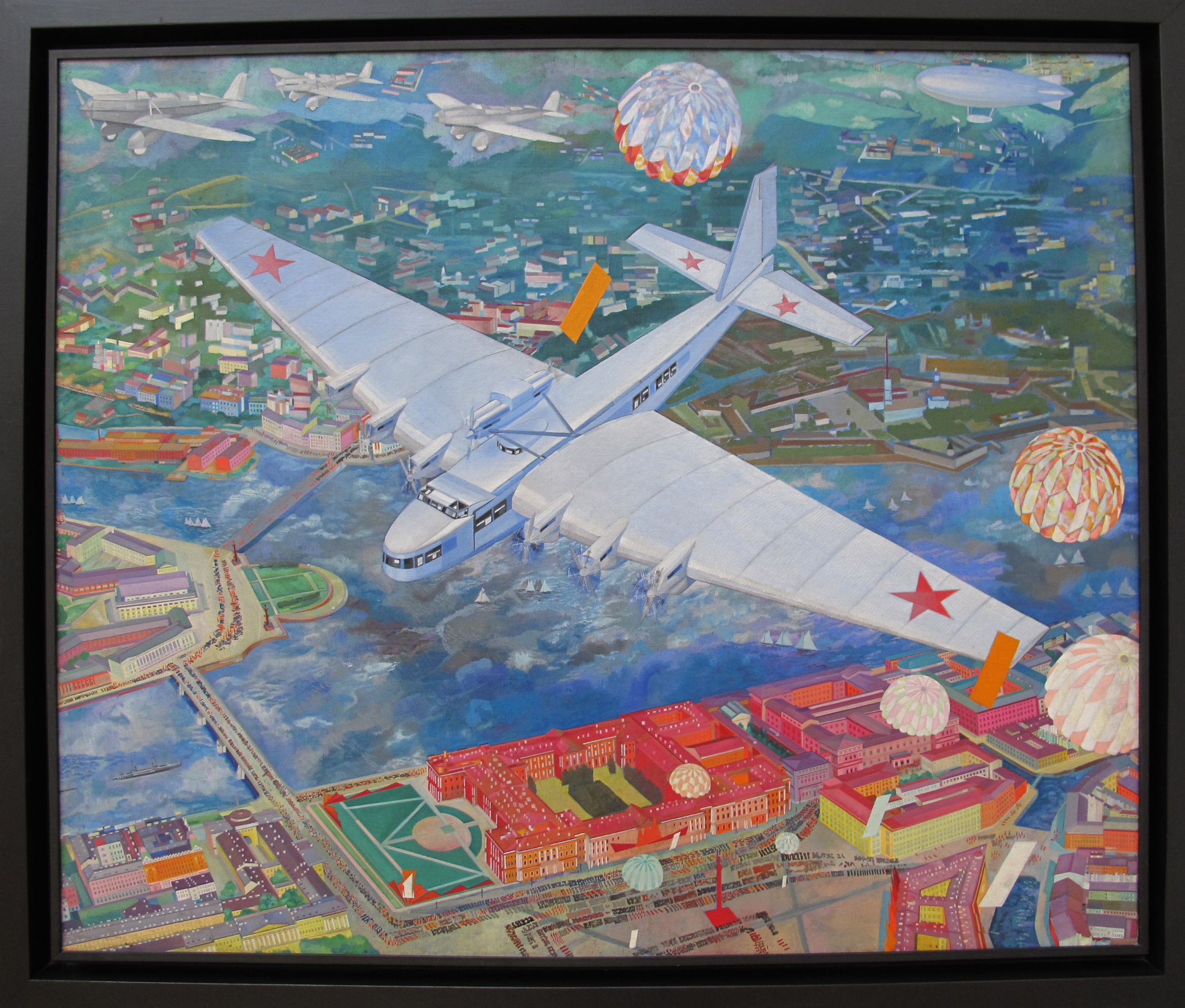
Vasily Kuptsov, Maksim Gorky ANT-20 (1934), Musée russe, St. Petersburg.

La construction d'un avion de rechange, nommé ANT-20Bis débuta l'année suivante et aboutit à un premier vol en 1938. Il était semblable dans sa configuration mais était équipé de « seulement » six moteurs plus puissants Mikulin AM-34FRNV. En décembre 1940, L'avion fut rééquipé de Mikulin AM-35 légèrement plus puissants pour ses moteurs trois et quatre. Cet avion, désigné PS-124 et immatriculé CCCP-L760, servit au sein d'Aeroflot sur diverses lignes en Russie et en Ouzbékistan. Le 14 décembre 1942, il fut victime d'un accident lorsque le pilote laissa momentanément son siège à un passager qui désactiva le pilote automatique, engageant l'avion dans un piqué depuis une altitude de 500 m (1 600 pieds), tuant les trente-six passagers.

## Anecdote
Antoine de Saint-Exupéry fut le seul pilote étranger autorisé à monter à bord la veille du crash, pendant un voyage en URSS dont il publiera le récit dans plusieurs articles, destinés au journal Paris-Soir.